# Ellen Becker
Ellen Becker (* 3. August 1960 in Duisburg) ist eine ehemalige deutsche Ruderin, die 1984 eine olympische Bronzemedaille gewann.

## Karriere
Ellen Becker vom Ruderverein Münster war 1978 vom Schwimmsport zum Rudern gewechselt. Bereits 1979 gehörte sie zur deutschen Nationalmannschaft und belegte mit dem deutschen Achter den achten Platz bei den Ruder-Weltmeisterschaften. Seit 1981 ruderte sie zusammen mit der Hamburgerin Iris Völkner, mit der sie 1981 und 1982 deutsche Meisterin im Vierer mit Steuerfrau wurde. Becker und Völkner traten auch gemeinsam im Zweier ohne Steuerfrau an und gewannen in dieser Bootsklasse von 1981 bis 1984 vier deutsche Meistertitel. 1983 belegten die beiden bei den Ruder-Weltmeisterschaften den vierten Platz.
Als sich im Vorfeld der Olympischen Spiele 1984 abzeichnete, dass die Mannschaften des Ostblocks mit der Ausnahme von Rumänien nicht teilnehmen würden, stiegen Becker und Völkner zu Medaillenkandidatinnen auf, allerdings waren die Saisonergebnisse eher durchwachsen, da Ellen Becker wegen einer Viruserkrankung erst spät in Form kam. Bei den Olympischen Spielen in Los Angeles traten nur sechs Boote im Zweier ohne an, Becker und Völkner belegten hinter den Booten aus Rumänien und Kanada den dritten Platz. Die beiden Ruderinnen traten auch im Achter an, belegten aber dort nur den sechsten und letzten Platz.
1985 wechselte Ellen Becker von Münster zurück in ihre Heimatstadt und trat nun für den Duisburger RV an. 1985 gewannen Becker und Völkner noch einmal den deutschen Meistertitel im Vierer mit Steuerfrau. 1986 wechselte Ellen Becker mit Annette Wolter aus dem Vierer in den Zweier ohne und gewann auch in dieser Bootsklasse noch einen Meistertitel.
Die Bronzemedaille von Iris Völkner und Ellen Becker war die erste Medaille für Ruderinnen aus der Bundesrepublik Deutschland, seit Edith Eckbauer und Thea Einöder acht Jahre zuvor ebenfalls Bronze gewonnen hatten. Die beiden Medaillen im Zweier ohne Steuerfrau blieben die einzigen Medaillen für bundesdeutsche Ruderinnen bis zur Wiedervereinigung mit der DDR.

## Publikationen
- Ellen Becker: Mit Rock und Riemen. Die Entwicklung des Frauenruderns im Deutschen Reich und in der Bundesrepublik. Tiger-Verlag, Greven 1992, ISBN 3-929302-00-4